# 1617
Évszázadok: 16. század – 17. század – 18. század
Évtizedek: 1560-as évek – 1570-es évek – 1580-as évek – 1590-es évek – 1600-as évek – 1610-es évek – 1620-as évek – 1630-as évek – 1640-es évek – 1650-es évek – 1660-as évek
Évek: 1612 – 1613 – 1614 – 1615 –  1616 – 1617 – 1618 – 1619 – 1620 – 1621 – 1622

## Események
- November 22. – Musztafát az Oszmán Birodalom 15. szultánjává kiáltják ki.
- Megjelenik Hugo Grotius De jure belli et pacis (A háborúról és a békéről) című írása, amit a modern nemzetközi jog első alapművének tartanak.

## Születések
- december 25. – Jean de Coligny-Saligny francia hadvezér és gróf, Condé hercege († 1686)
- december 22. – I. Károly Lajos pfalzi választófejedelem, a Rajnai Palotagrófság uralkodója († 1680)
- december 31. – Bartolomé Esteban Murillo, spanyol festő († 1682)

## Halálozások
- április 4. – John Napier skót matematikus (* 1550)
- április 24. – Concino Concini, olasz kalandor, Ancre márkija, Franciaország marsallja[1] (* 1575)
- november 22. – I. Ahmed, az Oszmán Birodalom 14. szultánja (* 1590)